# Агатоники
Агатоники или Агатоникия (на гръцки: Αγαθονίκη, Αγαθονίκεια) е късноантично и средновековно градче с неизвестно местоположение в района на Сакар. Център е на титуларната Агатоникийска епархия.

## История
При установяване на църковната организация в Източната римска империя към IV – VI в. сл. Хр., градчето е епископско седалище на епархия, подчинена на Филипополската митрополия. То запазва своя статут и продължава да се споменава в епархийските списъци и през следващите векове, макар районът да запада в резултат на варварските нашествия и войните с България.
Споменава се през 815 г. като гранична крепост в 30-годишния мирен договор на хан Омуртаг с Византия, закрепен върху камък в Сюлейманкьойския надпис.
В мемоарите на византийската принцеса Ана Комнина (ХII в.) се споменава във връзка кампанията си срещу куманите през 1094 г. на император Алексий I Комнин.

## Локализиране
Точното местоположение на град Агатоники е неизвестно. Според някои е в подножието на Родопите, близо до Пловдив, според повечето историци се локализира край село Оряхово в южните склонове на Сакар.
В мемоарите на Ана Комнина (ХII в.) се споменава в близост до градчето Скутари, тъй като император Алексий I Комнин преминава през Агатоники веднага след Скутари, докато куманите били разположение в района на Авролево (връх Дервишка могила, връх Вишеград или Бакаджиците).